# 성서정과

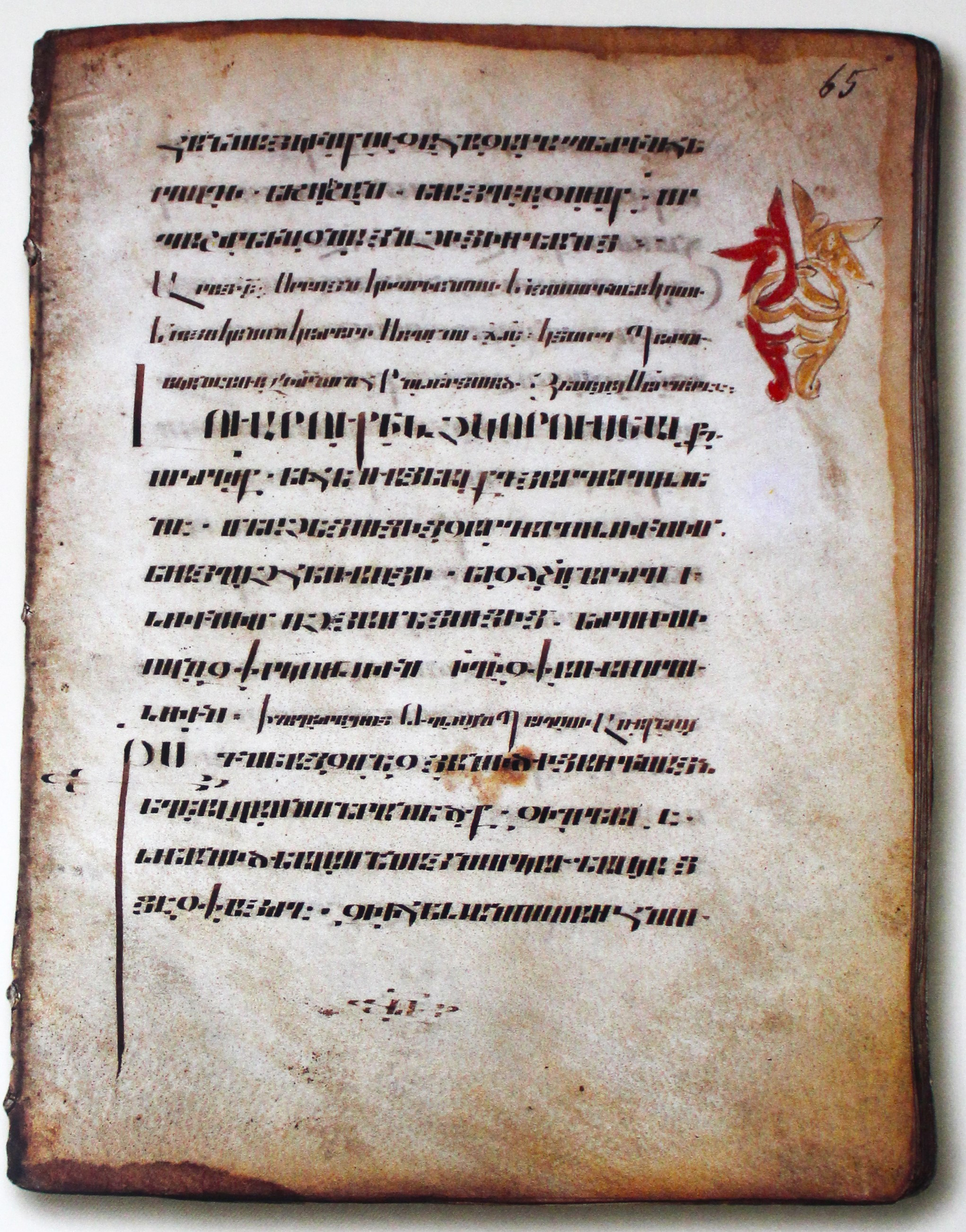

독서집(영어: lectionary, 라틴어: lectionarium) 또는 성서일과(聖書日課)는 기독교에서 교회력에 따라 배치한 전례 성서를 말한다.
대림절(Advent), 성탄절(Christmas), 공현절(Epiphany), 사순절(Lent), 성 주간(Holy Week), 부활절(Easter), 연중주일(Season after), 성령강림절(Pentecost) 등의 교회력 절기에 맞추어 성서 말씀이 배치되어 있다. 1년을 기준으로 313년 공인 이전부터 성경을 절기에 맞추어 읽는 관례가 있었으며, 서방교회와 동방교회에서 각자의 성경 일독을 지침으로 하는 독서집이 있었다. 근대에 와서 천주교회와 정교회, 개신교회는 각각의 교회 절기에 맞춘 하루 성서 독서(성서정과, 성서일과)를 개별적으로 교파별로 가지고 있었다. 이에 대한 반성과 교회일치운동의 일환으로 모든 교회가 사용하는 성서 일과를 마련하자는 의견이 모였고 그 결과 현재의 성서일과를 형성하였다.

### 교회일치 운동에 따른 성경읽기
개정판공동성구집(또는 개정공동성서정과)(RCL)는 성서를 기반으로 기독교 예배와 기도(아침,저녁기도)에 필요한 성서독서를 위해 작성된 세계교회 공동성서읽기표를 말하며, 교회력에 따라 성서말씀을 배치하였다.
현재 세계의 많은 기독교 교회, 특히 영어권 교회에서 사용되는 '개정공동성서정과'(또는 개정판공동성구집)는 1년 주기의 표를 사용하던 교회일치운동 교단들이 제2차 바티칸 공의회를 마치고 천주교회가 새로 발행한 3년 주기 성서 읽기표의 방식을 받아들여 3년 주기의 성서읽기표를 교회일치운동(Ecumenical) 정신에 따라 작성한 것이다.
1983년에 시작하여 9년간의 시험사용을 거쳐 1994년 공식적으로 출판되었다. CCT(North American Consultation on Common Texts)와 ELCC(International English Language Liturgical Consultation)의 협력사업으로 참여기구는 미국과 캐나다의 천주교주교회의, 그리고 미국 연합감리교회, 캐나다와 미국의 주류 개신교 교파들과 성공회에서 참여하여 영어권에서 폭넓게 받아들여지게 되었다.

### 사용 방법
성서정과를 사용하는 교회들은 가해(Year A Readings), 나해(Year B Readings), 다해(Year C Readings)로 해를 나누고, 각 해마다 다른 내용의 성서정과를 사용하며, 전례봉사자와 설교자는 예배때마다 성서정과에 나온 성서말씀을 구약성서, 시편,서신, 복음서로 나누어 읽는다. 물론 설교도 성서정과에 나온 복음서말씀을 근거로 한다.

### 한국교회에서의 사용
현재 한국교회에서는 개정판공동성구집(개신교에서 사용),개정공동성서정과(약자:RCL, 성공회와 루터교회에서 사용), 미사 전례서 또는 시간 전례서의 성서읽기표(로마 가톨릭 교회에서 사용)를 사용하고 있다. 이중 개정공동성서정과(RCL)는 세계개신교교회에서 공통적으로 사용하는 공동성서정과표이다.
성서정과에 나온 성서말씀을 읽는 일을 성서독서라고 하는데, 성서독서자는 교파마다 차이가 있다.
한국 루터교회에선 목사가 복음서를 읽고, 구약과 서신서는 각각 맡은 봉사자가 읽는다. 시편은 집례자와 회중이 교독한다. 한국 천주교회와 대한 성공회에서는 구약, 시편, 서신은 평신도 전례봉사자가, 복음서는 사제와 부제가 읽을 수 있다.
기독교대한감리회에서는 성서일과로 칭하며, 세계감리교협의회에서 협의하여 정한 '개정판공동성구집'의 성서일과를 따른다. 한국 기독교 장로회(기장)은 독자적인 성서정과를 작성하여 이용한다.  대한민국의 대다수 개신교 교회들은 성서정과를 사용하지 않고 목사 임의로 성서본문을 정한다. 하지만 몇몇 개신교회들은 성서정과에 따라 성서말씀을 읽는다.

## 같이 보기
- 대한성공회
- 한국기독교장로회
- 기독교대한감리회